# Lyubov Kozyreva (ski)
Pour les articles homonymes, voir Lyubov Kozyreva, Baranova et Kozyreva.
Lyubov Baranova Kozyreva (en russe : Любовь Владимировна Баранова-Козырева, en transcription française Lioubov Vladimirovna Baranova-Kozyreva), née le 27 août 1929 et morte le 22 juin 2015, est une fondeuse soviétique.

## Jeux olympiques
- Jeux olympiques d'hiver de 1956 à Cortina d'Ampezzo  Italie:
  -  Médaille d'or sur 10 km.
  -  Médaille d'argent en relais 3x5 km.
- Jeux olympiques d'hiver de 1960 à Squaw Valley  États-Unis:
  -  Médaille d'argent sur 10 km.
  -  Médaille d'argent en relais 3x5 km.

## Championnats du monde
- Championnats du monde de ski nordique 1954 à Falun  Suède:
  -  Médaille d'or sur 10 km.
  -  Médaille d'or en relais 3x5 km.
- Championnats du monde de ski nordique 1958 à Lahti  Finlande:
  - Médaille d'or en relais 3x5 km.
  -  Médaille d'argent sur 10 km.
- Championnats du monde de ski nordique 1962 à Zakopane  Pologne:
  -  Médaille d'or en relais 3x5 km.
  -  Médaille d'argent sur 5 km.